# Línea de alta velocidad Valladolid-Palencia-León

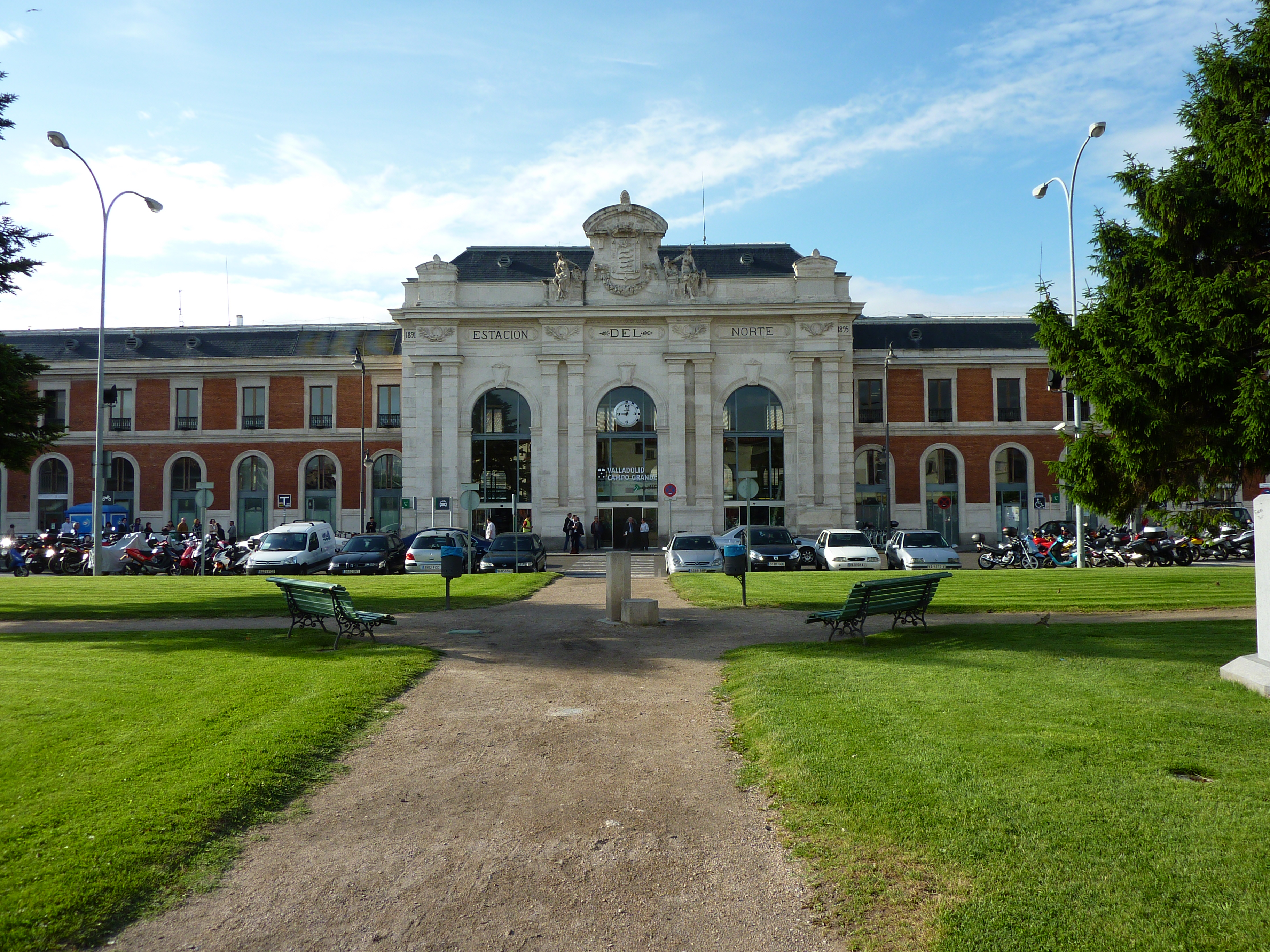
Estación de Valladolid-Campo Grande.

La línea de alta velocidad Valladolid-Palencia-León es una línea ferroviaria de altas prestaciones que discurre entre la estación de Valladolid-Campo Grande y la estación de León pasando por la estación de Palencia. Constituye parte del ramal norte/noroeste del ferrocarril de alta velocidad de España y se inauguró el día 29 de septiembre de 2015, estando operativa para viajeros desde el día siguiente 30 de septiembre de 2015.
El trazado ha sido diseñado de acuerdo con las especificaciones técnicas de interoperabilidad de la Unión Europea para líneas ferroviarias de alta velocidad. Con una longitud total de 166,141 km y un nuevo trazado de 165,217 km (desde el cambiador clausurado de San Isidro, en Valladolid), consta de plataforma para vía doble con ancho estándar (1435 mm), con tramos de vía doble (80,967 km) y otros de vía única (84,250 km), y es apta para una velocidad máxima de 350 km/h.
Con esta línea se da continuidad a la LAV Madrid-Segovia-Valladolid y hace posible las futuras conexiones hacia Asturias, Cantabria y el País Vasco.

## Tramos
La línea fue inaugurada el 29 de septiembre de 2015 con una velocidad máxima de 200 km/h hasta que se instale el sistema ERTMS. La instalación de ERTMS, originalmente prevista para el 2016, se retrasó hasta julio de 2019 momento en el que los trenes AVE aumentaron su velocidad a 300 km/h y los trenes Alvia que empezaron a operar con este sistema a mediados de diciembre de ese mismo año, alcanzando la velocidad máxima de 250 km/h en estos trenes.
En 2024 se comenzaron a licitar los contratos para aumentar la capacidad de la línea con una doble vía en 41,5 kilómetros, entre la denominada Bifurcación las Arenas, a la altura del municipio leonés de Bercianos del Real Camino, y la Bifurcación Vilecha, a unos cinco kilómetros de León. La línea de alta velocidad duplicará su trazado con vía doble, hasta los 85 kilómetros -de 114,8 kilómetros de la línea- desde la Bifurcación Las Barreras, a unos treinta kilómetros de Palencia, hasta León.
| Tramo                                                   | km    | Estado (fecha BOE)            | Plazo de ejecución |
| ------------------------------------------------------- | ----- | ----------------------------- | ------------------ |
| RAF Valladolid (Túnel urbano - Nudo Norte)              | 2,3   | En funcionamiento (29/9/2015) | 13 meses           |
| Valladolid - Cabezón del Pisuerga                       | 5,2   | En funcionamiento (29/9/2015) | 22 meses           |
| Cabezón del Pisuerga - San Martín de Valvení            | 3,6   | En funcionamiento (29/9/2015) | 24 meses           |
| San Martín de Valvení - Nudo de Venta de Baños          | 14,46 | En funcionamiento (29/9/2015) | 20 meses           |
| Nudo de Venta de Baños (Ramal Valladolid-Palencia-León) | 16    | En funcionamiento (29/9/2015) | 24 meses           |
| Nudo de Venta de Baños (Ramal Burgos-Vitoria)           | 8     | En funcionamiento (29/9/2015) | 22 meses           |
| Integración Ferroviaria en Palencia                     | 9,2   | En funcionamiento (29/9/2015) | 13 meses           |
| Grijota - Becerril de Campos                            | 13,5  | En funcionamiento (29/9/2015) | 19 meses           |
| Becerril de Campos - Valle del Retortillo               | 12,8  | En funcionamiento (29/9/2015) | 18 meses           |
| Valle del Retortillo - Pozo de Urama                    | 10,0  | En funcionamiento (29/9/2015) | 19 meses           |
| Pozo de Urama - Río Cea                                 | 17,5  | En funcionamiento (29/9/2015) | 24 meses           |
| Río Cea - Bercianos del Real Camino                     | 10,5  | En funcionamiento (29/9/2015) | 19 meses           |
| Bercianos del Real Camino - Santas Martas               | 11,9  | En funcionamiento (29/9/2015) | 22 meses           |
| Santas Martas - N-601                                   | 8,6   | En funcionamiento (29/9/2015) | 20 meses           |
| N-601 - Palanquinos                                     | 8,2   | En funcionamiento (29/9/2015) | 22 meses           |
| Palanquinos - Onzonilla                                 | 13,4  | En funcionamiento (29/9/2015) | 24 meses           |
| Acceso a León                                           | 5     | En funcionamiento (29/9/2015) | 20 meses           |

## Características técnicas
- Inauguración: 29 de septiembre de 2015 (puesta en servicio al día siguiente).
- Coste aproximado: 1.620 M€
- Licitación: encargada por el Gobierno al Adif en 2008.
- Estaciones intermedias: Palencia (PK 230,627).
- En el PK 217,578 existe una bifurcación hacia la futura L.A.V. hacia el País Vasco, con desvíos franqueables a 220 km/h por la vía desviada (salto de carnero desde la vía derecha hacia León).

| Longitud             | 166,141 km                                   |
| Ancho de vía         | UIC (1.435 mm)                               |
| Electrificación      | 25 kV 50 Hz CA                               |
| Velocidad máxima     | 350 km/h                                     |
| Señalización         | ASFA digital y ERTMS Nivel 2                 |
| Ancho plataforma     | 14 m                                         |
| PAET                 | 1 (Villada)                                  |
| PB                   | 3 (Dueñas, Las Barreras, Las Arenas)         |
| Cambiadores de ancho | 3 (Villamuriel, Vilecha, León-Clasificación) |

PB = Puesto de banalización
PAET = puesto de adelantamiento y estacionamiento de trenes
| Punto kilométrico | Instalación |
| 179,309           | Estación Valladolid Campo Grande (documentación anterior: 178,819)                                                      |
| 186,283           | Bifurcación Canal del Duero (hacia la línea convencional y el nuevo complejo ferroviario del polígono de San Cristóbal) |
| 187,360           | Bifurcación Las Pajareras (inicio vía doble: 36,170; hasta aquí: 8,051 km de vía única)                                 |
| 208,447           | PB Dueñas AV |
| 217,578           | Bifurcación Venta de Baños AV (bifurcación hacia Soto de Cerrato/Burgos)                                                |
| 222,699           | Bifurcación Cerrato (incorporación desde Soto de Cerrato/Burgos)                                                        |
| 223,530           | Bifurcación Cerrato AV (inicio vía única: 36,469 km)                                                                    |
| 224,754           | Cambiador de Villamuriel (dual TCRS2 Talgo y CAF)                                                                       |
| 230,627           | Estación de Palencia |
| 244,212           | PCA Becerril |
| 259,999           | Bifurcación Las Barreras (inicio vía doble: 37,592 km)                                                                  |
| 276,537           | Base de Mantenimiento Villada AV (Futuro PAET de Villada)                                                               |
| 297,591           | Bifurcación Las Arenas (inicio vía única: 40,654 km)                                                                    |
| 320,332           | PCA Luengos |
| 338,245           | Bifurcación Vilecha (bifurcación hacia el cambiador de Vilecha) (inicio vía doble: 7,205 km)                            |
| 339,527           | Cambiador de Vilecha (hacia Río Bernesga) (dual TCRS3 Talgo y CAF)                                                      |
| 343,879           | Cambiador de Clasificación (desde Río Bernesga) (dual TCRS3 Talgo y CAF)                                                |
| 344,277           | Bifurcación Estadio Municipal (incorporación desde el cambiador de Clasificación)                                       |
| 345,450           | Estación de León AV (166,141 km hasta Valladolid Campo Grande)                                                          |
| PAET:             | Puesto de adelantamiento y estacionamiento de trenes (con andenes)                                                      |
| PB:               | Puesto de banalización (donde se puede cambiar la vía de circulación)                                                   |
| PCA:              | Puesto de Cantonamiento Automático (edificio técnico para el bloqueo)                                                   |

Fuente: Consigna A 2920. ADIF

## Velocidades máximas autorizadas (ERTMSNivel 2)

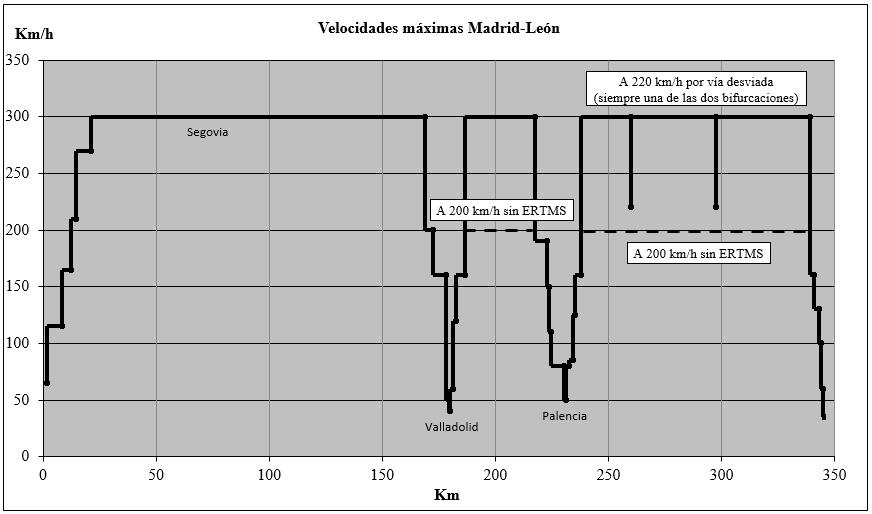
Velocidades máximas Madrid-León con ERTMS Nivel 2

| Km/h | Inicio P.K. | Fin P.K. | Longitud (m) |
| 40   | 179,309     | 179,840  | 531          |
| 60   | 179,840     | 181,241  | 1401         |
| 120  | 181,241     | 182,752  | 1511         |
| 160  | 182,752     | 186,621  | 3869         |
| 300  | 186,621     | 217,578  | 30957        |
| 220  | 217,578     | 222,651  | 5073         |
| 150  | 222,651     | 223,537  | 886          |
| 110  | 223,537     | 224,605  | 1068         |
| 80   | 224,605     | 230,200  | 5595         |
| 50   | 230,200     | 231,398  | 1195         |
| 80   | 231,398     | 232,615  | 1217         |
| 85   | 232,615     | 234,349  | 1734         |
| 125  | 234,349     | 235,230  | 881          |
| 160  | 235,230     | 237,946  | 2716         |
| 300  | 237,946     | 338,900  | 100954       |
| 160  | 338,900     | 340,673  | 1773         |
| 130  | 340,673     | 343,123  | 2450         |
| 100  | 343,123     | 344,086  | 963          |
| 60   | 344,086     | 344,904  | 818          |
| 35   | 344,904     | 345,450  | 546          |

Fuente: Aviso 47. ADIF

## Descripción de las instalaciones

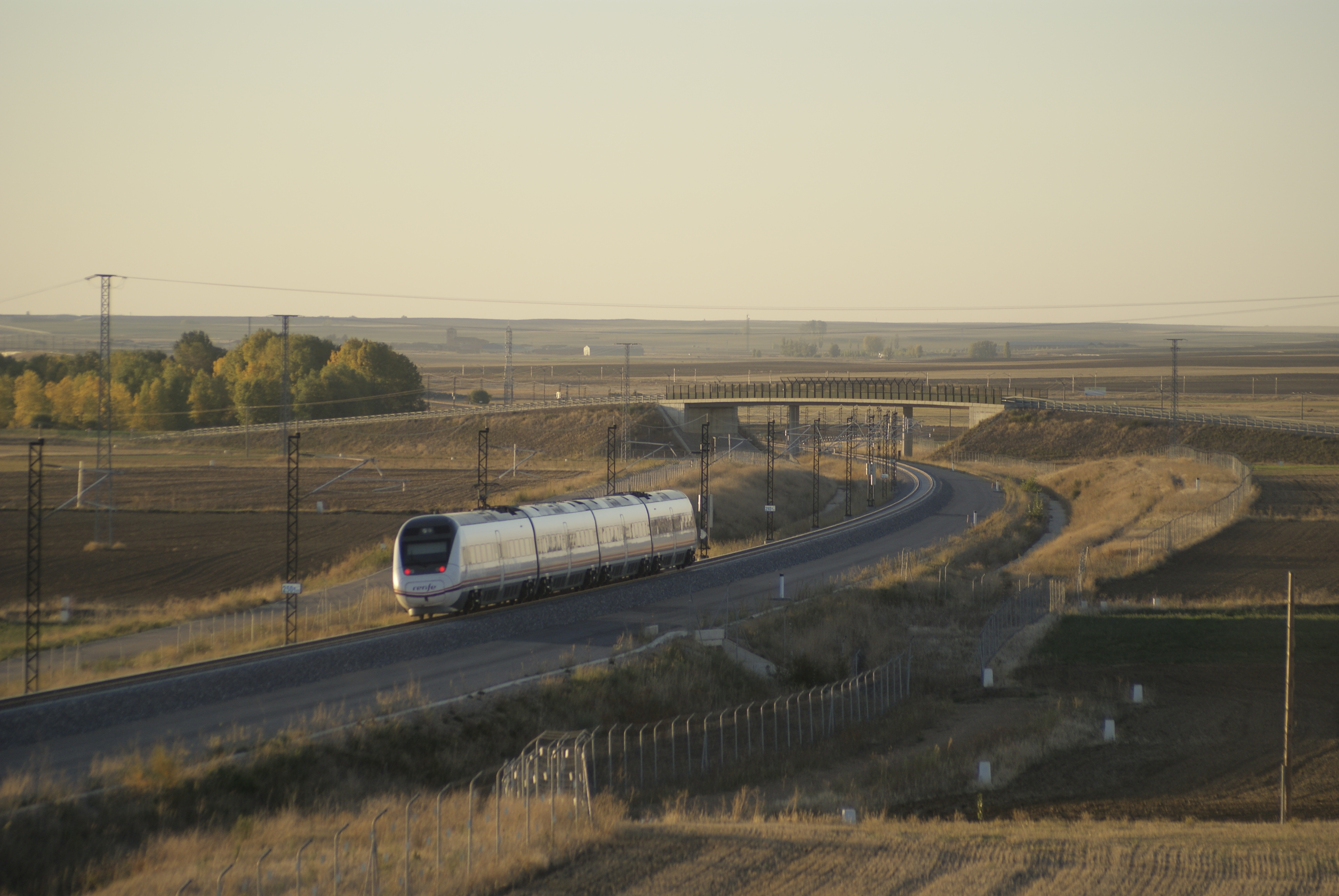
Tren de la serie 121 circulando en las proximidades de Paredes de Nava

El paso por las estaciones se ha resuelto con la adaptación al ancho estándar de una de las vías existentes (con ancho ibérico) en los tramos: Estación de Valladolid-Campo Grande - Nudo Norte (8,051 km), Cambiador de Villamuriel - Bifurcación Becerril (10,139 km), y Bifurcación Onzonilla - Estación de León (6,618 km).
La línea se ha construido, salvo en el paso por las estaciones, con plataforma para vía doble, pero en algunos tramos solo se ha instalado vía única para abaratar la instalación y el mantenimiento. Así, existe vía doble en la salida norte, dentro de la estación de Valladolid (1,638 km), entre Bifurcación Las Pajareras y Bifurcación Cerrato AV (36,170 km), entre Bifurcación Las Barreras y Bifurcación Las Arenas (37,592 km), y entre Bifurcación cambiador de Vilecha y la estación de León (7,205 km). Es decir: hay vía doble en la nueva plataforma desde el nuevo Nudo Norte de Valladolid hasta el cambiador de Villamuriel, en un tramo entre Palencia y León para facilitar el cruce de trenes, y a la entrada de esta última. Los tramos en vía única tienen una longitud de 6,413, 36,469 y 40,654 km.
Existen tres cambiadores de ancho duales, aptos para trenes CAF y Talgo; el de Villamuriel, de tipo TCRS2 (horizontal), se encuentra antes de la estación de Palencia y se utiliza para los trenes hacia Santander. Los de Vilecha y Clasificación, de tipo TCRS3 (piezas móviles), están al sur de la estación de León y se utilizan para los trenes hacia Gijón y Ponferrada; el de Vilecha también sirve para los trenes que no efectúan parada en León.
En el PK 276,537 se encuentra la Base de mantenimiento de Villada, que cuenta con tres vías de ancho ibérico y ocho de ancho estándar y, después de servir de base de montaje de la línea, se encarga de su mantenimiento así como también lo hará en el nuevo tramo entre el Nudo de Venta de Baños y Burgos; 257,702 km en total.
A la salida de Valladolid se encuentra la Bifurcación Canal del Duero (desvío 104 en el PK 186,283) para permitir la salida de trenes con ancho estándar hacia los nuevos talleres del nuevo complejo ferroviario del polígono de San Cristóbal mediante la nueva línea Bifurcación Canal del Duero-Valladolid Fuente Amarga. Esto implica el paso de esos trenes por un tramo de 243 metros (del PK 255,723 al 255,966) de la línea Madrid-Hendaya resuelto con la instalación de ancho mixto mediante tercer carril. En el PK 255,966 se encuentra un desvío mixto que permitirá la entrada al taller, tanto de trenes de ancho estándar como de ancho ibérico.
Con la nueva línea la distancia entre Valladolid y León ha pasado de 170,967 a 166,141 km, mientras que entre Valladolid y Palencia ha subido, pasando de 48,402 a 51,318 km.

## Servicio comercial
Los servicios para viajeros comenzaron el día 30 de septiembre con un total de 45 servicios semanales por sentido entre Madrid y León, más los 21 entre Madrid y Santander, que circulan por la línea hasta el cambiador de Villamuriel. Hay dos servicios AVE diarios entre Madrid y León (con trenes de la serie 112 de Renfe), cuatro servicios Alvia hasta Gijón (serie 130 de Renfe), uno de los cuales no entra en León ni efectúa parada en Palencia, tres servicios Alvia hasta Santander (serie 130 de Renfe), un servicio Alvia hasta Ponferrada (serie 121 de Renfe) y un Av City hasta León (serie 121 de Renfe).
También aprovecha este tramo el Alvia Barcelona-Coruña/Vigo, que aprovecha los tramos de LAV entre León y Burgos para reducir sus tiempos de viaje.
Hasta el 1 de julio de 2019, cuando se puso en funcionamiento el sistema de bloqueo ERTMS, se circuló a una velocidad máxima de 200 km/h. Así, el mejor tiempo entre Madrid y León pasó de 2 horas y 6 minutos, con una velocidad media de 164 km/h, a 1 hora y 57 minutos, con una velocidad media de 176,9 km/h. Entre Madrid y Palencia se pasó de la hora y 26 minutos a la hora y 18, con una media de 171 km/h. Este retraso en la puesta en servicio con la máxima velocidad se debió, a su vez y entre otros motivos, a los retrasos en la construcción del tercero de los túneles ferroviarios Atocha-Chamartín (conocidos como túneles de la risa), que finalmente se pusieron en servicio en julio de 2022.